# Faictz ce que vouldras
Faictz ce que vouldras è un film per la televisione del 1994 diretto da Marco Ferreri.
Film omaggio prodotto da La Sept/Arte per celebrare il 500° anniversario della nascita di François Rabelais.